# Kafr asz-Szajch (muhafaza)

Lokalizacja muhafazy

Flaga muhafazy

Kafr asz-Szajch (arab. كفر الشيخ) – prowincja gubernatorska (muhafaza) w Egipcie, w północnej części. Leży w Delcie Nilu, przylega do Morza Śródziemnego. Zajmuje powierzchnię 3466,69 km². Stolicą administracyjną jest Kafr asz-Szajch.
Według spisu powszechnego w listopadzie 2006 roku populacja muhafazy liczyła 2 620 208 mieszkańców, natomiast według szacunków 1 stycznia 2015 roku zamieszkiwały ją 3 172 753 osoby.